# 博因镇
博因镇是葡萄牙波塔莱格雷区的一个堂区。总面积25.54平方公里，总人口1205人，人口密度52.1人/平方公里。